# Książęta Florencji
Książęta Florencji – ekonomiczna gra planszowa z gatunku eurogier autorstwa Wolfganga Kramera, Richarda Ulricha i Jensa Christophera Ulricha. 
Gra przenosi grających do Włoch okresu odrodzenia, a gracze wcielają się we włoskich książąt, którzy zatrudniają na swych dworach artystów i rzemieślników, aby tworzyli oni wielkie dzieła ku czci swoich pracodawców.
Wersja oryginalna została wydana w Niemczech w 2000 roku poprzez firmę Alea będącą firmą-córką wydawnictwa Ravensburger. W Polsce gra ukazała się w 2007 roku nakładem Wydawnictwa Lacerta. Przez kilka lat po ukazaniu się, gra znajdowała się cały czas w pierwszej dziesiątce prestiżowego rankingu BoardGameGeek (BGG).

## Zasady gry
Gra w wersji podstawowej podzielona jest na 2 fazy:
1. Licytacja (faza A)
2. Akcja (faza B)

W trakcie fazy A gracze mogą licytować między sobą elementy krajobrazu (lasy, parki, jeziora), zatrudniać architektów, błaznów lub licytować karty prestiżu lub rekrutacji.
W fazie B gracze mogą wykonać maksymalnie 2 akcje z puli dostępnych:
1. ukończenie dzieła przez artystę lub rzemieślnika
2. wzniesienie budynku
3. zakup karty premii
4. ogłoszenie w księstwie swobody (wyznania, wypowiedzi, poruszania)

Za ukończenie dzieła gracz nagradzany jest pieniędzmi (floreny) lub punktami zwycięstwa. Ich liczba uzależniona jest od tego jak rozwinięte jest księstwo danego gracza. Rozgrywka trwa tylko 7 rund.

## Rozszerzenia gry
Polska wersja posiada 2 rozszerzenia, które dostępne są wraz z wersją podstawową:
1. dodatek: Księżniczka i Muza (6 dodatkowych kart)
2. dodatek: Wspólne budowanie (plansze graczy są dwustronne)